# Poliuhne, Horohiv
Poliuhne (în ucraineană Полюхне) este un sat în comuna Peciîhvostî din raionul Horohiv, regiunea Volînia, Ucraina.

## Demografie
Componența lingvistică a localității Poliuhne
     Ucraineană (100%)
Conform recensământului din 2001, toată populația localității Poliuhne era vorbitoare de ucraineană (100%).